# 무쇼즈정
무쇼즈정(武生水町)은 나가사키현 이키군에 있던 정이다. 현재의 이키시에 해당한다.

## 지리
이키섬의 남서부에 위치한다.

## 역사
- 1889년 4월 1일 - 정촌제 시행에 의해 무쇼즈촌이 성립하였다.
- 1896년 4월 1일 - 군제 시행에 의해 이키군과 이시다군이 합병해 새로운 이키군이 성립하여, 이키군 무쇼즈촌이 되었다.
- 1925년 3월 10일 - 정으로 승격해 무쇼즈정이 되었다.
- 1955년 2월 11일 - 하쓰야마촌, 야나기다촌, 시와라촌, 와타라촌, 누마즈촌과 합병해 고노우라정이 성립하여 무쇼즈정은 소멸하였다.

## 참고문헌
- 角川日本地名大辞典 42 長崎県
- 長崎県壱岐石田郡村要覧「武生水村」（1894年）国立国会図書館デジタルコレクション